# Коханці (Блудний син із повією)
Коха́нці («Зако́хані», «Зако́ханий по́гляд» або «Блу́дний син із пові́єю») — картина, створена французьким художником П'єром Луї Гудро. 1943 року нацисти викрали її з Музею Ханенків і вивезли з Києва. Твір повернули лише 2020 року.

## Опис
Картину написав французький художник XVIII сторіччя П'єр Луї Гудро (1694—1731). На полотні зображені закохані чоловік і жінка.

## Історична довідка
1906 року український колекціонер Василь Щавинський (1868—1924) купив картину у Санкт-Петербурзі.
1914 року представив її на виставці «Мистецтво союзних народів», організовану на честь поранених вояків Першої світової війни.
За заповітом Василя Щавинського, 1925 року картину разом з усією колекцією передали до Музею Ханенків. Спочатку її атрибутували як «Портрет родини» («Сімейний портрет») Фраґонара. 1927 року заступник директора музею професор Сергій Гіляров висловив сумніви щодо авторства твору й звернувся за допомогою до професора Валентина Міллера, хранителя французького живопису Ермітажу. Вчений встановив справжнього автора картини. З огляду на високу художню цінність картини Міллер запропонував обміняти її на будь-який інший зразок одного з європейських майстрів тієї доби: Робера Юбера, Жана-Батіста Греза, Філіпса Воувермана. Професор Гіляров відмовився. Картину виставили на центральному місці у залі французького малярства.
Напередодні Другої світової війни картина, імовірно, вже перебувала у запаснику музею. Її не евакуювали 1941 року. У 1941—1942 роках вищі чини окупаційної влади не обрали твір для прикрашання своїх осель у Києві. Про це свідчить відсутність «розписки про позичання» (нім. Empfangsbescheinigung). Так само картини немає в описі музейної колекції, вивезеної командою Вінтера до Німеччини. Картину викрали уже під час бойових дій 1943 року.

## Повернення в Україну
Після війни картина з'явилась на антикварному ринку. Спочатку її придбали для приватної колекції в Лондоні. 1953 року вона опинилась у приватній колекції у Массачусетсі у США. 2013 року арт-дилер, власник Spanierman Gallery у Нью-Йорку виставив полотно на продаж на аукціоні Дойл. Картину оцінили у понад 5000 доларів. На цьому ж аукціоні раніше виявили дві інші вивезені під час війни картини: «Аркадський краєвид» Корнеліса ван Пуленбурга  і «Портрет родини ван дер Меєр, посла Нідерландів в Італії» Ісаака Палінга. На вимогу Музею Ханенків юридична фірма «Art Loss Register», яка здійснює перевірку законності творів на європейському антикварному ринку, зупинила продаж картини.
2019 року уряд США заявив про готовність повернути картину. 19 лютого 2020 року в Нью-Йорку відбулась церемонія передачі Україні картини П'єра Луї Гудро. У заходах взяли участь міністр закордонних справ України Вадим Пристайко і заступник старшого спеціального агента управління ФБР у Нью-Йорку Вільям Ґейл.
У березні 2020 року картину повернули до Києва. Однак її презентацію, заплановану на 17 березня, скасували через карантинні заходи для стримання поширення коронавірусної хвороби.
Зрештою, презентація поверненої картини у рамках виставки «Дар Василя Щавинського» відбулась 14 липня 2020 року.